# Rio Keurbooms
Rio Keurbooms é um rio da África do Sul.